# Karl Johann Zaitsek von Egbell
Karl Johann Zaitsek von Egbell (německy Carl Johann Zaitsek Edler von Egbell) (24. května 1838 Baskó – v noci ze 7. na 8. září 1895 Opatija) byl rakousko-uherský generál. V c. k. armádě sloužil jako dobrovolník od roku 1855, později se uplatnil jako velitel jezdectva a zúčastnil se několika válečných tažení. V roce 1894 dosáhl hodnosti polního podmaršála a před svým předčasným úmrtím zastával funkci velitele jezdecké divize v Krakově (1894–1895).

## Životopis
Pocházel z rodiny moravského původu, jeho děd Martin Zajíček (1770–1842) přesídlil jako vysoký úředník ve správě císařských statků do Vídně. Narodil se jako jediný syn polního podmaršála Karla Zaitseka (1810–1886) a do armády vstoupil jako dobrovolník v roce 1855. Začínal v Pardubicích u 9. husarského pluku, jehož velitelem byl tehdy otec. V rámci rakouského kontingentu se v roce 1864 zúčastnil dánsko-německé války a v roce 1866 spolu s otcem bojoval v prusko-rakouské válce. Téhož roku byl povýšen na rytmistra a u 9. husarského pluku setrval až do roku 1872. Poté si doplnil vzdělání na Válečné škole (K.u.k. Kriegsschule) a v hodnosti majora (1877) byl přeložen k 11. husarskému pluku v Győru, kde byl v roce 1881 povýšen na podplukovníka. V roce 1883 získal hodnost plukovníka a v letech 1883–1888 byl velitelem 14. husarského pluku v Košicích.
K datu 1. listopadu 1888 byl povýšen do hodnosti generálmajora a stal se velitelem 7. jezdecké brigády v Temešváru, v roce 1893 byl přeložen jako velitel 21. jezdecké brigády do Lvova. Dne 1. května 1894 získal hodnost polního podmaršála a byl jmenován velitelem jezdecké divize v Krakově. Zde však setrval jen necelý rok a k datu 1. března 1895 byl ze zdravotních důvodů odeslán na dovolenou. Zemřel náhle o půl roku později při ozdravném pobytu v Opatii.
Po nobilitaci svého otce užíval od roku 1860 šlechtický titul s predikátem Edler von Egbell. Během služby v armádě získal Vojenský záslužný kříž s válečnou dekorací a ruský Řád sv. Anny II. třídy.
V roce 1867 se oženil s hraběnkou Luisou Spangenovou von Uyternesse (1846–1911), dcerou hraběte Filipa Spangena (1810–1886), majitele zámku Enzersdorf im Thale v Dolním Rakousku, kde se také konala svatba. Manželství zůstalo bez potomstva.